# Luděk Váša
Luděk Váša (* 13. května 1962) je český podnikatel a sportovec – skateboardista a snowboardista.

## Biografie
Luděk Váša je jedním z nestorů českého skateboardingu a snowboardingu, v roce 1984 uspořádal první české snowboardové závody v Perninku a v roce 1987 se účastnil prvního mistrovství světa ve snowboardingu ve Svatém Mořici. V roce 1986 se stal mistrem světa ve skoku vysokém na skateboardu ve Vancouveru a v roce 1988 mistrem Evropy v Praze. V roce 1989 na základě povolení Národního výboru založil společnost pro výrobu snowboardů, později založil společnost VASA, která distribuuje snowboardy a příslušenství k akčním kamerám. V roce 1989 sjel na snowboardu kavkazský Elbrus. Je jedním ze zakladatelů Asociace českého snowboardingu a Mezinárodní snowboardové asociace. Později se věnoval také výrobě snowboardového vázání na Slovensku.
Luděk Váša žije v Kralupech nad Vltavou, pochází z Prahy. Účinkoval v pořadu Receptář nejen na neděli, kde v roce 1987 prezentoval "sněžné prkno". V roce 2017 se objevil ve filmu King Skate, který se věnoval historii skateboardingu v Československu.